# Chili op de Olympische Winterspelen 1994
Tijdens de Olympische Winterspelen van 1994, die in Lillehammer (Noorwegen) werden gehouden, nam Chili voor de elfde keer deel.

## Deelnemers en resultaten
(m) = mannen, (v) = vrouwen 

### Alpineskiën
| Olympiër         | Discipline     | Resultaat | Prestatie                                                             |
| ---------------- | -------------- | --------- | --------------------------------------------------------------------- |
| Nils Linneberg   | afdaling (m)   | 42e       | 1.49,80 (+4,05)                                                       |
| Nils Linneberg   | super g (m)    | dnf       | opgave                                                                |
| Nils Linneberg   | combinatie (m) | dq-s2     | diskwalificatie slalom run 2 afdaling: 1.40,84 slalom: — (1.00,36+dq) |
| Diego Margozzini | afdaling (m)   | 49e       | 1.55,32 (+9,57)                                                       |
| Diego Margozzini | combinatie (m) | 32e       | 3.42,39 (+24,86) afdaling: 1.45,07 slalom: 1.57,32 (59,68+57,64)      |
| Alexis Racloz    | super g (m)    | 47e       | 1.41,12 (+8,59)                                                       |
| Alexis Racloz    | combinatie (m) | dnf-s1    | opgave slalom run 1 afdaling: 1.45,67                                 |

Amerikaanse Maagdeneilanden · Amerikaans-Samoa · Andorra · Argentinië · Armenië · Australië · België · Bermuda · Bosnië en Herzegovina · Brazilië · Bulgarije · Canada · Chili · China · Chinees Taipei · Cyprus · Denemarken · Duitsland · Estland · Fiji · Finland · Frankrijk · Georgië · Griekenland · Groot-Brittannië · Hongarije · IJsland · Israël · Italië · Jamaica · Japan · Kazachstan · Kirgizië · Kroatië · Letland · Liechtenstein · Litouwen · Luxemburg · Mexico · Moldavië · Monaco · Mongolië · Nederland · Nieuw-Zeeland · Noorwegen · Oekraïne · Oezbekistan · Oostenrijk · Polen · Portugal · Puerto Rico · Roemenië · Rusland · San Marino · Senegal · Slovenië · Slowakije · Spanje · Trinidad en Tobago · Tsjechië · Turkije · Verenigde Staten · Wit-Rusland · Zuid-Afrika · Zuid-Korea · Zweden · Zwitserland